# Nous allons tous très bien, merci
Nous allons tous très bien, merci (titre original : We Are All Completely Fine) est un roman court fantastique de l'écrivain américain Daryl Gregory, publié en 2014 puis traduit en français et publié chez Le Bélial' en 2015. Le roman a obtenu le prix Shirley-Jackson du meilleur roman court 2014 ainsi que le prix World Fantasy du meilleur roman court 2015

## Résumé
La psychologue Jan Sayer a créé un groupe de parole comprenant cinq personnes ayant survécu à des actes de déséquilibrés. Pour chacun d'eux, le retour à la vie normale a été très difficile. Au cours des séances organisées par le docteur Sayer, les histoires personnelles de chacun d'eux sont partagées, avec plus ou moins de difficultés, d'omissions, au fur et à mesure que la confiance s'installe peu à peu. Le suicide de l'un des patients va contraindre les autres à s'unir pour faire face à un nouveau cauchemar...

## Éditions
- We Are All Completely Fine, Tachyon Publications, 12 août 2014, 182 p.  (ISBN 978-1-61696-171-8)
- Nous allons tous très bien, merci, Le Bélial', 27 août 2015, trad. Laurent Philibert-Caillat, 200 p.  (ISBN 978-2-84344-136-3)
- Nous allons tous très bien, merci, Pocket, coll. « Science-fiction » no 7235, 14 septembre 2017, trad. Laurent Philibert-Caillat, 192 p.  (ISBN 978-2-266-27759-4)